# Besk sågnagelskivling
Besk sågnagelskivling (Rhodocollybia fodiens) är en svampart som först beskrevs av Károly Kalchbrenner, och fick sitt nu gällande namn av Antonín & Noordel. 1997. Enligt Catalogue of Life ingår Besk sågnagelskivling i släktet Rhodocollybia,  och familjen Marasmiaceae, men enligt Dyntaxa är tillhörigheten istället släktet Rhodocollybia,  och familjen Omphalotaceae. Arten är reproducerande i Sverige. Inga underarter finns listade i Catalogue of Life.

## Källor

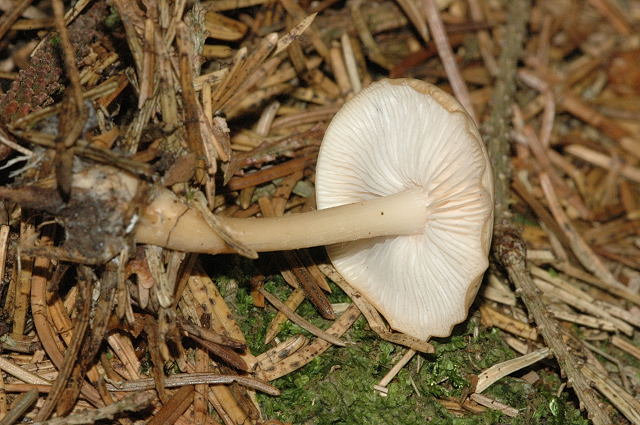